# Hong Sang Eo
Le Hong Sang Eo (Requin rouge, en Hangeul : 홍상어 어뢰), également appelé K-ASROC, est un missile anti-sous-marin lancé verticalement. Il a été développé et testé successivement par l’Université des sciences et technologies de Corée du Sud, l’Agence coréenne pour le développement de la défense (ADD) et la marine de la république de Corée en 2009. Le missile Red Shark a une portée de 19 km et transporte une torpille K745 Blue Shark qui est déployée par parachute près de la cible visée. Après sa libération, la torpille Blue Shark recherche sa cible seule.
Les missiles sont déployés sur les destroyers KDX-II et KDX-III à partir de 2010. Chaque destroyer transporte entre 8 (sur les KDX-II) et 16 (sur les KDX-III) de ces missiles. Le coût de développement du programme est d’environ 80 millions de dollars américains, avec un coût de production d’environ 14 millions de dollars. Ces missiles ont été conçus pour lutter contre la menace potentielle des sous-marins nord-coréens.
Leur production s’échelonne en deux phases, avec une phase 1 de 2010 à 2012 comprenant la production de 60 à 70 armes, et une phase 2 de 2013 à 2015.

## Navires
Les missiles Red Shark sont montés sur les classes de navires suivantes :
- Destroyer de classe Chungmugong Yi Sun-sin (KDX-II)
- Destroyer de classe Sejong le Grand (KDX-III)[6]